# San Tan Valley, Arizona
San Tan Valley je naseljeno područje za statističke svrhe u američkoj saveznoj državi Arizona. Prema popisu stanovništva iz 2010. u njemu je živjelo 81,321 stanovnika.